# USS Morris (DD-417)
Pour les autres navires du même nom, voir USS Morris.
L'USS Morris (DD-417) est un destroyer de classe Sims en service dans l'US Navy pendant la Seconde Guerre mondiale. Il fut baptisé sous le nom de Charles Morris, un Commodore de l'US Navy.
Sa quille est posée le 7 juin 1938 au chantier naval Norfolk Naval Shipyard à Portsmouth, en Virginie. Il est lancé le 1er juin 1939, parrainé par Charles R. Nutter (arrière-petite-fille du Commodore Morris); et mis en service le 5 mars 1940 sous le Commander Harry B. Jarrett (en).

## Historique
Après ses entraînements, le destroyer effectue plusieurs patrouilles nord-atlantique à l'été 1941 en tant que navire amiral du 2e escadre de destroyers. En décembre, tandis que d'autres navires de l'escadron sont transférés dans le Pacifique, le Morris reste à Charleston, où il devient le premier destroyer américain à être équipé d'un radar de conduite de tir.
Rejoignant son escadron à Pearl Harbor en février 1942, le Morris est présent à la bataille de la mer de Corail en mai, au cours duquel il sera légèrement endommagé pendant les opérations de sauvetage des 500 membres d'équipage du porte-avions naufragé USS Lexington. Rapidement réparé à Pearl Harbor, il secourt en juin 193 membres d'équipage du porte-avions USS Yorktown, torpillé pendant la bataille de Midway. En octobre, pendant la campagne de Guadalcanal, il sauve plus de 500 survivants du porte-avions USS Hornet, gravement endommagé pendant la bataille des îles Santa Cruz. Lors des opérations de sauvetage, le Morris endommage de nouveau sa superstructure.

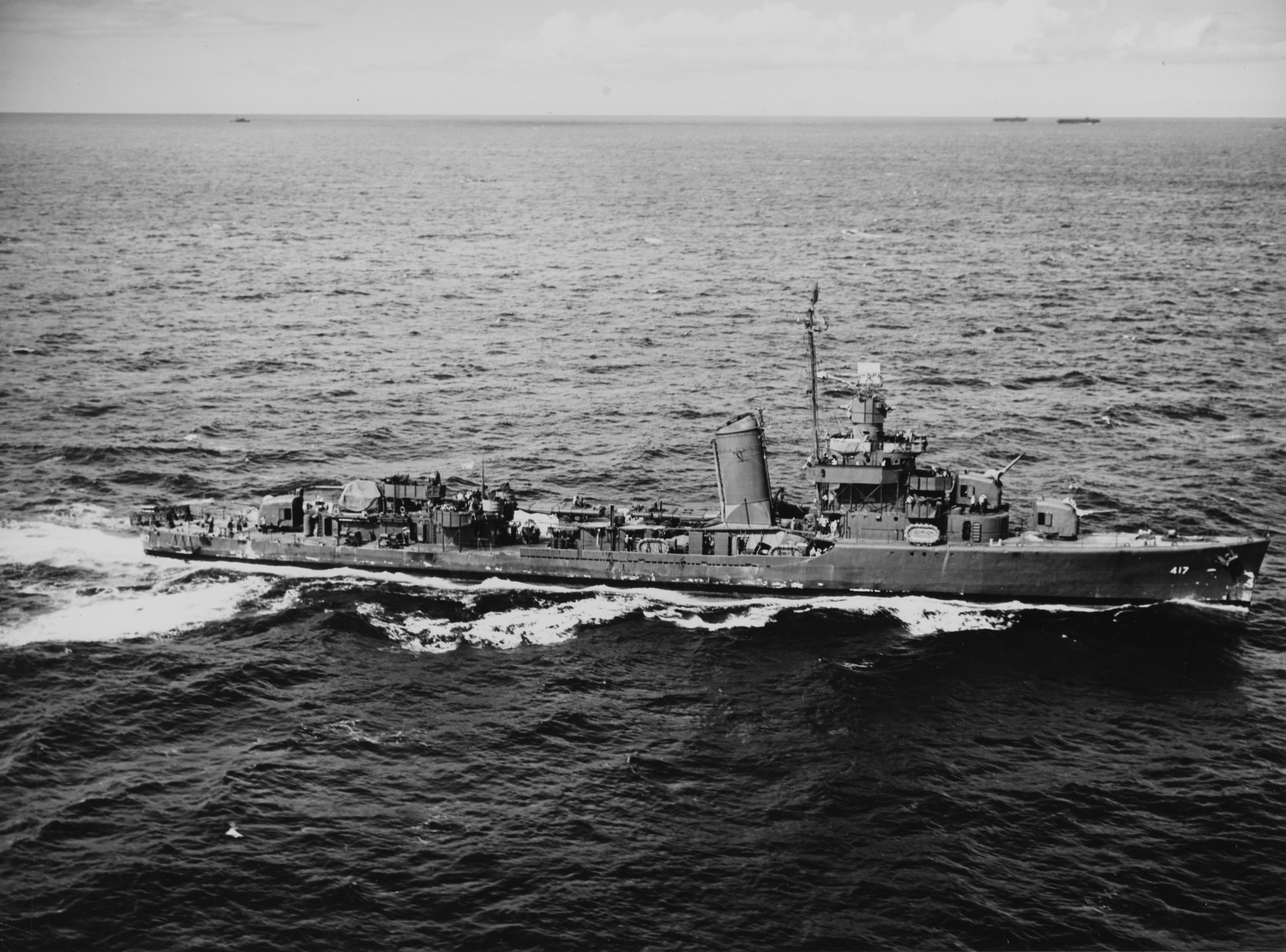
Le Morris en 1943.

En mai 1943, le Morris est transféré dans les îles Aléoutiennes; puis remis en état avant de retourner dans le Pacifique central. Pendant la campagne des îles Gilbert, il assiste pour la quatrième fois un porte-avions naufragé, l'USS Liscome Bay. Il participera également aux opérations des îles Marshall, à la campagne de la Nouvelle-Guinée, aux débarquements à Leyte et à la reprise des Philippines.
Le 6 avril 1945, lors de la bataille d'Okinawa, le Morris est touché à l'avant par un kamikaze japonais « Kate », transportant une lourde bombe ou une torpille. L'explosion endommage lourdement sa proue, souffle le bordé à tribord et cause des incendies se propageant rapidement. Le feu sera maîtrisé qu'au bout de deux longues heures. Après des réparations temporaires dans l'archipel Kerama, au large d'Okinawa, le destroyer appareille le 22 mai et atteint Bayview (San Francisco) le 18 juin.
Les réparations sont commencées avant d'être arrêtées à la suite de la capitulation du Japon. Le destroyer est retiré du service le 9 novembre 1945, rayé du registre naval le 28 novembre, désarmé puis vendu à l'entreprise de démolition Franklin Shipwrecking le 2 août 1947, avant d'être mis au rebut à Terminal Island par la National Metal and Steel en 1949.

## Décorations
Le Morris a reçu 15 Service star pour son service pendant la Seconde Guerre mondiale, le plaçant parmi les navires américains les plus décorés du conflit.